# Why Not Now?
Why Not Now? è un cortometraggio muto del 1922 prodotto, diretto e interpretato da Eddie Lyons.

## Produzione
Il film fu prodotto dalla Eddie Lyons Comedies.

## Distribuzione
Distribuito dall'Arrow Film Corporation, il film - un cortometraggio di due bobine - uscì nelle sale cinematografiche USA il 25 aprile 1922.